# 1972年ケーニヒス・ヴスターハウゼン墜落事故
1972年ケーニヒス・ヴスターハウゼン墜落事故（1972ねんケーニヒス・ヴスターハウゼンついらくじこ、英：1972 Königs Wusterhausen air disaster、独：1972 Flugzeugkatastrophe von Königs Wusterhausen）は、1972年8月14日にベルリン・シェーネフェルト空港からブルガス国際空港へ向かっていたインターフルークのチャーター便がドイツ民主共和国（東ドイツ）ポツダム県（現：ブランデンブルク州の一部）ケーニヒス・ヴスターハウゼン近郊に墜落した事故である。乗員8人と乗客148人の156人全員が死亡し、ドイツ国内で発生した航空事故としては最も死亡者数の多い事故である。

## 事故機
事故機はソビエト連邦イリューシン設計局のIl-62で、機体記号はDM-SEA、クズネツォフ NK-8エンジンを4発搭載していた。初飛行は1970年4月で、事故時点での飛行時間は3,520時間であった。
乗員は51歳の機長ハインツ・パフ、35歳の副操縦士ロータル・ワルサー、32歳の航空機関士インゴルフ・シュタイン、38歳の航空士アヒム・フィレニウスであった。乗員はそれぞれ8,100時間、6,041時間、2,258時間、8,570時間の飛行時間があった。客室乗務員は4人であった。

## 墜落
インターフルークのチャーター便は現地時間16時30分にベルリン・シェーネフェルト空港を出発した。日付は8月14日と夏休み期間ということもあり、乗客は航空機の定員ほぼ一杯の148人であった。離陸は順調に進み、離陸完了後は進路を南東にとり隣国チェコスロバキア共和国（現：チェコ共和国）上空へ向かっていた。離陸13分後の16時43分、東ドイツのコトブス県（現：ブランデンブルク州の一部）コトブス上空で乗員は昇降舵の問題を報告し、本来の飛行経路から約10度ほど異なった方向へ進路を変更した。乗員はシェーネフェルト空港へ引き返すことを要求したが、この時点ではまだ速やかに最寄空港へ着陸しなければならないような重大な問題が発生しているとは考えていなかった。16時51分、乗員は着陸重量を減らすために燃料投棄を行った。また、この間に客室乗務員が機体後部のキャビンで煙を視認したことを報告している。16時59分25秒、既にシェーネフェルト空港は視認できていたが航空機は空港から南に数キロ離れた地点を飛行中で、機体の上下の制御に問題が発生していたことからメーデーを発出した。この時点で機体後部の耐久力が火災により弱っており、水平尾翼がほぼ機能不全に陥っていたことを乗員は知らなかった可能性が高い。メーデー発出から数秒後、弱っていた機体後部が脱落し航空機は制御不能に陥り急降下を始めた。機体前部は降下速度に耐え切れず空中分解し、バラバラとなった破片が東ドイツケーニヒス・ヴスターハウゼンに墜落した。乗員8人と乗客148人の156人全員が死亡した。

## 原因

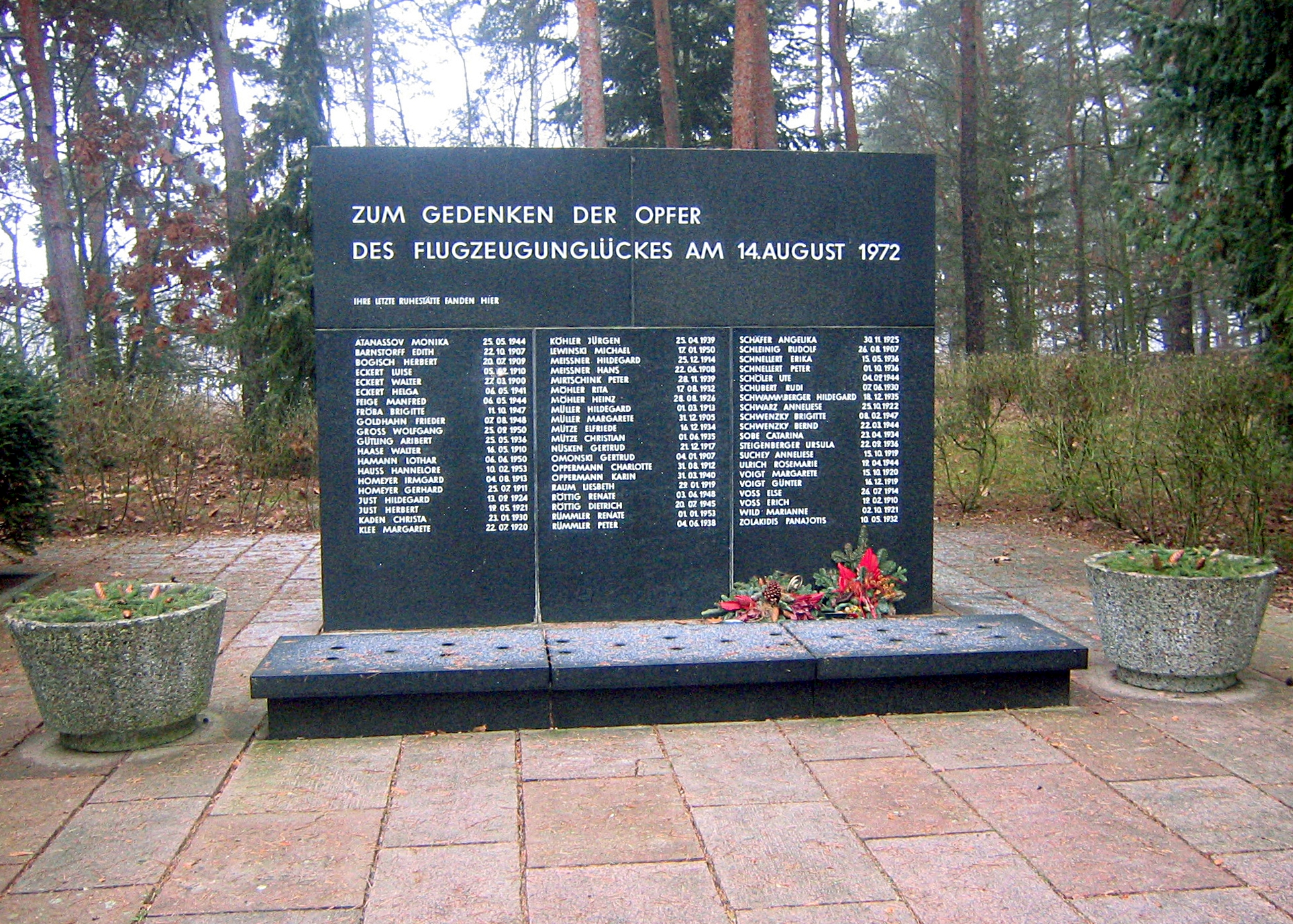
ヴィルダウ墓地の追悼碑

パイロットの最後の言葉から事故の原因は機体後部で発生した火災であると考えられた。火災が発生した区画はキャビンから立ち入ることができず、また煙感知器も存在しなかったため乗員は状況の深刻さをすぐに認識することができなかった。火災の原因は熱風送風管からの漏れで、そこから約300℃ (572°F) の熱風が漏れ出し電気系統の絶縁体とフライ・バイ・ワイヤを損傷させた。乗員により報告されている昇降舵の異常はこの時ワイヤが損傷したことによるものと考えられる。離陸後、電気系統の短絡により火花が発生し、約2,000℃ (3,630°F) の温度の火災が機体後方の第四貨物室で発生した。その後火災は拡大を続け煙はキャビンに到達し、遂には機体構造を弱らせ耐え切れなくなった機体後部が脱落し墜落に至った。

## 追悼
ケーニヒス・ヴスターハウゼンに近いヴィルダウの墓地には黒い石に犠牲者の名前を刻んだ追悼碑がある。